# Матвій I Єрусалимський
Матвій або Матій (І ст. — Єрусалим, 120) — восьмий єрусалимський єпископ у ІІ столітті згідно з хронотаксисом Євсевія Кесарійського.
Хоча його культ у східних церквах не засвідчений, католицька церква шанує його як святого і вшановує його 30 січня відповідно до Римського мартирологу: 
В Єрусалимі святий єпископ Матвій, який, багато страждаючи за Христа, нарешті спочив з миром.
Адо В'єннський першим вставив в свій мартиролог Марка; потім він пройшов через мартиролог Усуардо і, нарешті, Бароніо ввів його в свою творчість, додавши, що він зазнав мученицької смерті під час правління Адріана. 